# Hetaerina gallardi
Hetaerina gallardi – gatunek ważki z rodziny świteziankowatych (Calopterygidae).